# Vetter von Lilienberg

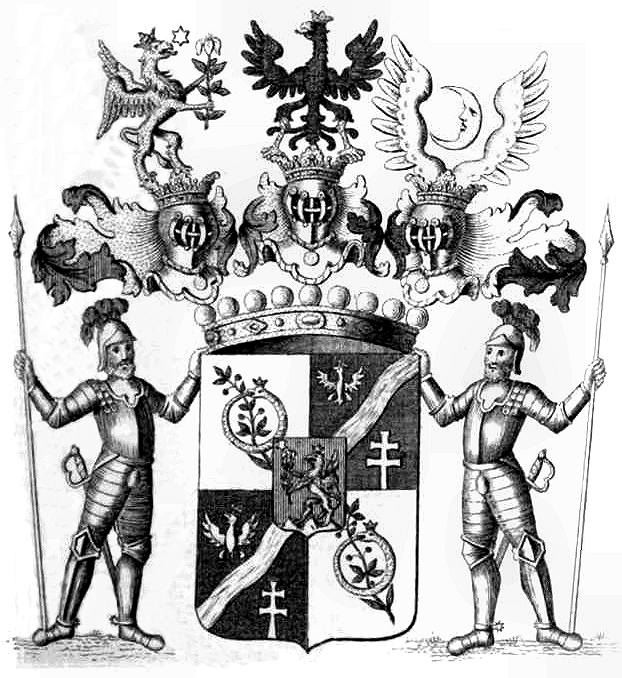
Wappen der Grafen Vetter von Lilienberg 1813

Vetter von Lilienberg war der Name eines österreichisches Adelsgeschlechts, das 1813 in den erbländisch-österreichischen Grafenstand erhoben wurde und seit 1842 im Mannesstamm erloschen ist.
Die Vetter von Lilienberg wurden mit den Vetter von der Lilie lange Zeit einer Familie (Vetter) zugeordnet, was nach heraldischem Standpunkt nicht haltbar ist, da zwei völlig unterschiedliche Wappen bestehen.

## Geschichte
Das ursprünglich niederländische Geschlecht, das sich „Vetter van der Lilien“ schrieb, wurde in Böhmen sesshaft und unter der Regierung von Kaiser Maximilian II. in den erbländisch-österreichischen Adelsstand erhoben.
Kaiser Ferdinand II. gestattete eine Wappenbesserung und das Führen des Prädikates „von Lilienberg“ für den kaiserlichen Oberstleutnant Ritter Eusebius von Lilien wegen Treue und Tapferkeit während des böhmischen Aufstandes. Der Feldzeugmeister Wenzel Vetter Ritter von Lilienberg wurde am 21. Dezember 1813 zu Wien von Kaiser Franz I. von Österreich in den erbländisch-österreichischen Grafenstand erhoben.

## Wappen
1813: Schild geviert mit Mittelschild. Im roten Mittelschild auf drei Felsenspitzen ein goldener, gekrönter Greif, welcher in der rechten Vorderklaue eine weiße Gartenlilie hält und oben rechts von einem silbernen Stern begleitet ist. 1 und 4 in Silber eine gekrönte, goldene, kreisförmige Schlange, welche sich in den Schwanz beißt und hinter welcher schrägrechts ein grüner Lorbeerzweig liegt. 2 und 3 in Schwarz ein schräglinks fließender silberner Strom, welcher oben von einem aufwachsenden, gekrönten, silbernen Adler und unten von einem silbernen Doppelkreuz begleitet ist.

## Persönlichkeiten

Wenzel Alois Graf Vetter von Lilienberg

- Wenzel Alois Vetter Graf von Lilienberg (* 1770 zu Czaslau in Böhmen; † 6. Februar 1840 in Zara), österreichischer Feldzeugmeister.
- Walafried Vetter Graf von Lilienberg (* 29. Juni 1811; † 25. August 1847), Sohn des Wenzel, war k. k. Oberstleutnant. Er heiratete am  27. Juni 1842 Henriette Angelica von Liebenberg, eine Nachfahrin des bekannten Wiener Bürgermeisters Johann Andreas von Liebenberg, starb jedoch früh und blieb ohne männlichen Nachkommen.[4]